# Melitaea subtarlonia
Melitaea subtarlonia är en fjärilsart som beskrevs av Ruggero Verity 1929. Melitaea subtarlonia ingår i släktet Melitaea och familjen praktfjärilar. Inga underarter finns listade i Catalogue of Life.